# Jonathan Tehau
Pour les articles homonymes, voir Tehau.
Jonathan Tehau, né le 5 janvier 1988, est un footballeur international tahitien.

## Carrière
Tehau commence sa carrière professionnelle à l'AS Tamarii. En 2011, il est sélectionné pour la première fois en équipe nationale tahitienne. 
Lors de la Coupe d'Océanie 2012, il inscrit quatre buts, deux contre les Samoa, un contre Vanuatu et un autre contre les îles Salomon. La sélection tahitienne remporte cette compétition et Tehau soulève le premier trophée professionnel de sa carrière.
Après ce titre, il est transféré à l'AS Tefana, club-phare du championnat polynésien.
Le 17 juin 2013 à l’occasion du première match de la sélection de Tahiti à la Coupe des confédérations 2013, il marque le seul et l'unique but du match en faveur des Tahitiens mais a ensuite marqué contre son camp contre le Nigeria malgré une défaite 6-1.

## Palmarès
- Vainqueur de la Coupe d'Océanie en 2012 avec Tahiti